# Sinus (exogeologia)
En astrogeologia, sinus (plural sinūs, abr. SI) és una paraula llatina que significa «entrada» que la Unió Astronòmica Internacional (UAI) utilitza per indicar estructures sobre la superfície de la Lluna que són morfològicament similars als mars lunars, però de menor grandària. El terme també s'utilitza per a algunes formacions del satèl·lit Tità.
El mateix terme va ser confirmat per la Unió Astronòmica Internacional pel Sinus Argiphontae, present a la superfície del planeta Mercuri; tot i que el terme sinus està reservat per a la Lluna, la UAI s'ha limitat a formalitzar l'expressió triada per l'observador històric de Mercuri, Eugenio Michael Antoniadi, en el moment de la creació dels primers mapes del planeta.
A més, la paraula sinus apareix en nom d'algunes característiques d'albedo de Mart: Aonium Sinus, Aurorae Sinus, Deltoton Sinus, Margaritifer Sinus, Promethei Sinus i Sinus Sabaeus.